# 1968年夏季残疾人奥林匹克运动会奥地利代表团
1968年夏季残疾人奥林匹克运动会奥地利代表团是奥地利派出的1968年夏季残疾人奥林匹克运动会代表团。获得2枚金牌、7枚银牌和10枚铜牌。